# Собирание насекомых
Собирание насекомых и других членистоногих проводят для научных исследований или в качестве хобби. Большинство насекомых маленькие и большинство из них невозможно идентифицировать без изучения мельчайших морфологических признаков, поэтому энтомологи часто собирают и сохраняют коллекции насекомых. Обширные коллекции хранятся в природоведческих музеях и университетах, где их содержат и изучают специалисты. Многие курсы высших учебных заведений биологического и сельскохозяйственного профиля требуют, чтобы студенты формировали небольшие коллекции насекомых. Есть также энтомологи-любители и коллекционеры, которые собирают и хранят коллекции.
Исторически коллекционирование насекомых было широко распространено и в викторианскую эпоху было очень популярным образовательным хобби.

## Методы собирания
Бывают пассивные и активные методы собирания насекомых. Пассивно насекомых ловят с помощью специальных воронок Тульгрена-Берлезе, ловушек Барбера, ловушек Мёрике, палаточных ловушек, ловушек для ловли летящих насекомых и других пассивных типов ловушек для насекомых, в некоторые из них кладут небольшие кусочки сладкой приманки (например, мед). Различные конструкции ловушек с ультрафиолетовым светом, такие как ловушка Робинсона, также используются энтомологами для сбора ночных насекомых (особенно мотыльков) во время фаунистических исследований. Эксгаустер всасывает насекомых, слишком маленьких или нежных, чтобы с их можно было брать пальцами.
Для активного собирания насекомых обычно используются несколько различных типов энтомологических сачков. Энтомологический сачок используется для сбора летающих насекомых. Мешок такого сачка обычно изготавливается из лёгкой сетки, чтобы свести к минимуму повреждение нежных крыльев бабочек и других летающих насекомых. Его используют для сбора насекомых с травы и кустов. Он похож на обычный сачок для бабочек, за исключением того, что мешок обычно изготавливается из более прочного материала. Сачок перемещают взад и вперёд по растительности сметающими движениями, быстро поворачивая отверстие из стороны в сторону, описывая неглубокую восьмерку. Сборщик идёт вперёд во время подметания, и сетка с силой проходит через растения и траву. Для этого требуется тяжёлая сетчатая ткань, такая как парусина, чтобы она не рвалась, хотя можно использовать лёгкие сети, если ими подметать менее энергично. Подметание продолжается на некотором расстоянии, а затем сетка переворачивается, а мешок свисает с края, задерживая насекомых до тех пор, пока их можно будет собрать с помощью эксгаустера. Другие типы сетей, используемых для сбора насекомых, включают энтомологический зонт и водяные сачки. Колеоптерологи используют энтомологическое сито для просеивания опавших листьев, оно же применяется и для сбора личинок насекомых.
- Энтомологический сачок
- Сбор мелких насекомых с сетки сачка с помощью эксгаустера
- Собирание водяных насекомых сачком в водоеме
- Палаточная ловушка
- Световая ловушка Робинсона
- Энтомологический зонт
- Привлечение ночных насекомых на освещенный белый экран
- Морилка

После сбора для умерщвления, прежде чем они повредят себя, пытаясь убежать, необходимых насекомых используется морилка. Однако эти банки обычно используются только для твердых насекомых. Мягкотелые насекомые, например на стадии личинки, обычно фиксируются во флаконе, содержащем раствор этанола и воды. Ещё один (в настоящее время в основном исторический) способ — это надувание гусениц, при котором внутренности удалялись, а кожа высушивалась.

## Сохранение собранных насекомых
Существует несколько различных методов сохранения собранных насекомых: сухая консервация (монтирование на энтомологические булавки), жидкая консервация, слайд-маунты и другие. В настоящее время наиболее распространённой формой сохранения насекомых является так называемая сухая консервация, заключающаяся в монтировании предварительно умерщвлённых насекомых на пенопластовые или изолоновые блоки специальными энтомологическими булавками и хранении таких коллекций в энтомологических коробках. В большинстве случаев насекомых прокалывают энтомологической булавкой вертикально через среднегрудь и немного вправо от срединной линии. Лучше прокалывать насекомое, которое умерло достаточно недавно и ещё не высохло, это позволяет ещё не высохшим грудным мышцам насекомого прикрепиться к булавке (предварительно высушенные экземпляры должны быть покрыты клеем в месте расположения булавки, чтобы избежать вращения). Прокалывают насекомое так, чтобы булавка была на 1/4 своей длины над насекомым, при этом под ним остаётся достаточно места для размещения этикеток таким образом, чтобы их было удобно читать. При монтировании насекомых с расправленными крыльями важно правильно их расправить, крылья чешуекрылых всегда должны быть расправлены. Прямокрылых часто монтируют с расправленными левыми крыльями. В научных коллекциях часто встречается, что крылья, ноги и антенны насекомого спрятаны под ним для экономии места. При монтировании мелких насекомых насекомое приклеивается к маленькому листу некислой бумаги, обычно треугольной или прямоугольной формы, который прокалывается булавкой, монтируемой к основе. Перед сушкой расслабленное насекомое соответствующим образом расправляют с помощью булавок на пенопластовом блоке, где оно может высохнуть, сохранив такое положение. При сушке насекомых с расправленными крыльями, таких как бабочки, для позиционирования крыльев используется оправочная бумага. При монтировании каждое насекомое обычно снабжается тремя специальными этикетками, которые располагаются сверху вниз в таком порядке: первая — указывается местонахождение, дата сбора и ФИО коллектора, вторая — более подробная информация о месте хождения, третья — указывается семейство, к которому принадлежит данный вид насекомых.
- Инструменты для создания энтомологической коллекции
- Расправилка для расправления крыльев бабочек
- Мелких насекомых приклеивают к наколотому на булавку листу бумаги
- Этикетирование насекомого в коллекции

Редкие насекомые или насекомые из отдаленных уголков мира также могут быть приобретены у дилеров или путем торговли. Некоторые известные коллекции насекомых были проданы на аукционе.